# Dongfeng Fengshen A9
Dongfeng Fengshen A9 — автомобиль бизнес-класса, выпускавшийся компанией DongFeng с 2016 по 2019 год. Впервые был представлен в 2014 году на Пекинском автосалоне.

## Описание
Серийная версия Fengshen A9 была представлена в 2015 году на Шанхайском автосалоне. Продажи планировались в апреле 2016 года, однако они были перенесены на июль 2016 года. Цены варьировались от 177900 до 219700 юаней. Модель выпускается на той же платформе, что и Citroën C6.

## Технические характеристики
Dongfeng Fengshen A9 оснащён 1,6-литровым двигателем PSA EP8 с турбонаддувом мощностью 200 л. с. и крутящим моментом 280 Н⋅м, который сочетался в паре с шестиступенчатой автоматической трансмиссией.

## Галерея

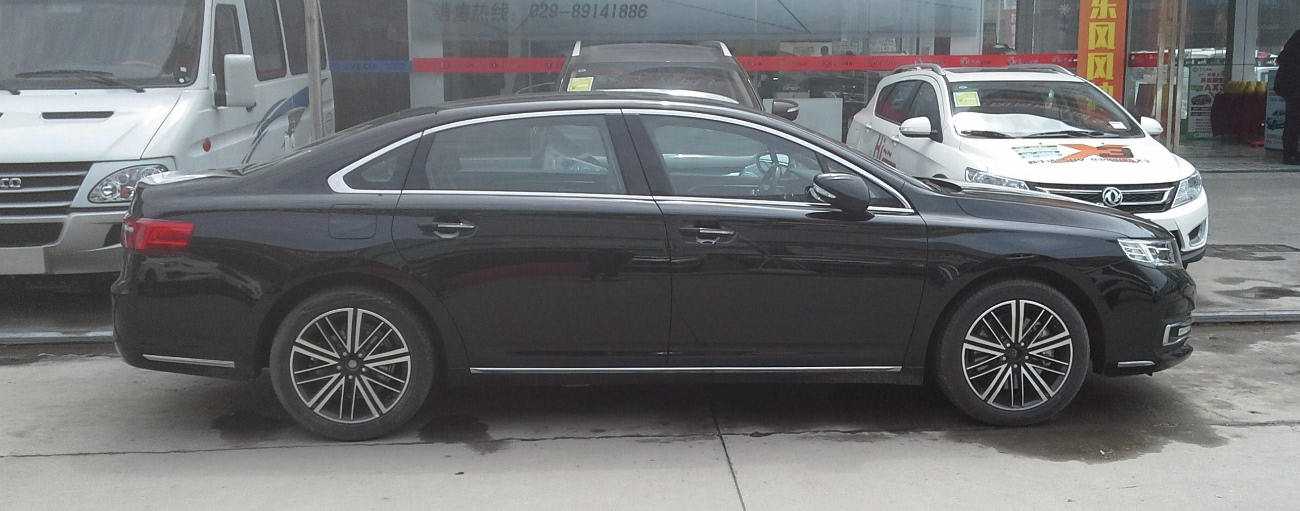
Вид сбоку
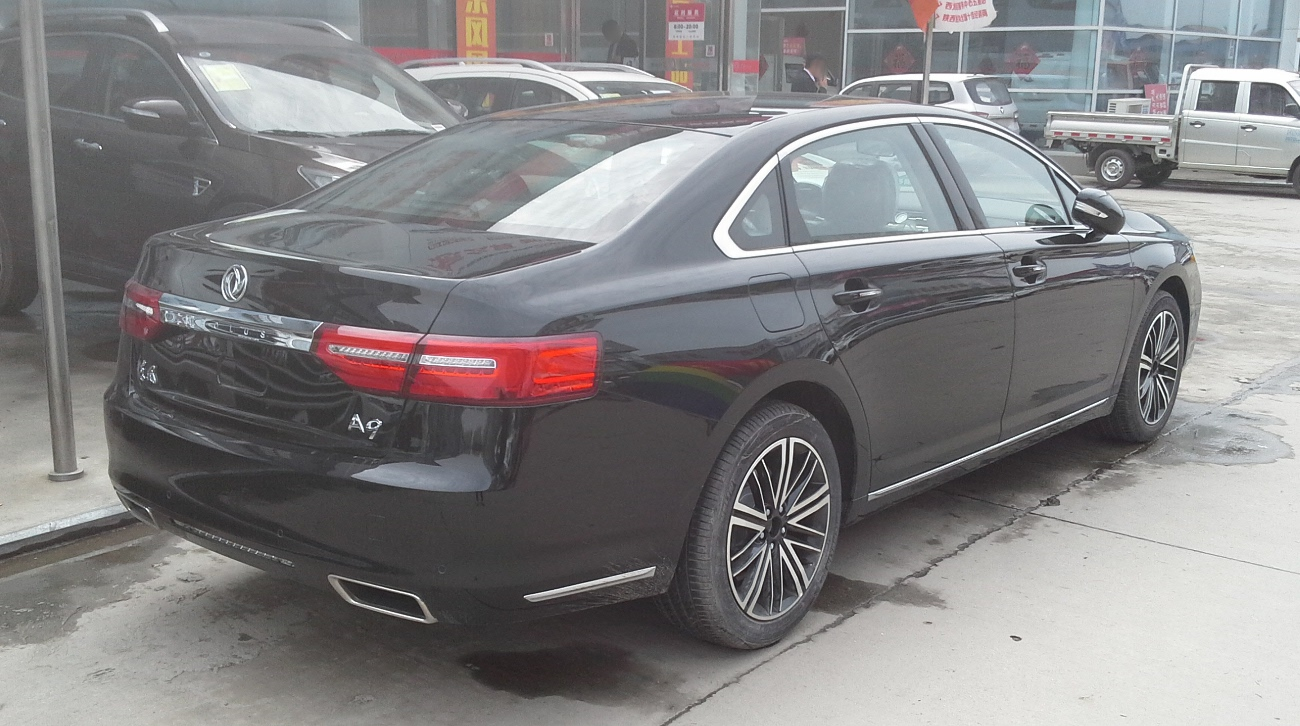
Вид сзади